# Mikrogamont
Mikrogamont (Syn. Mikrogametozyt) sind Zellen, die zu Beginn der geschlechtlichen Vermehrung (Gamogonie) der Apicomplexa auftreten. Es handelt sich um vielkernige Teilungskörper die Ausgangspunkt für die männlichen Samenzellen, die Mikrogameten sind.
Mikrogamonten entstehen nach der ungeschlechtlichen Vermehrung aus Schizonten und können deutlich größer als Schizonten oder die weiblichen Makrogamonten sein. Beim Malariaerreger sind die Mikrogametozyten ebenfalls sichelförmig wie die weiblichen Makrogametozyten, haben aber eine etwas plumpere Gestalt einen größeren Zellkern. In einem Mikrogamont entstehen durch fortlaufende Zellkernteilungen die Mikrogameten, welche um einen Restkörper angeordnet sind. Die durch Geißeln beweglichen Mikrogameten werden von der Makrogamete chemotaktisch angezogen. Mit der Verschmelzung je einer männlichen und weiblichen Samenzelle entsteht die Zygote.